# العناية بالزراعة

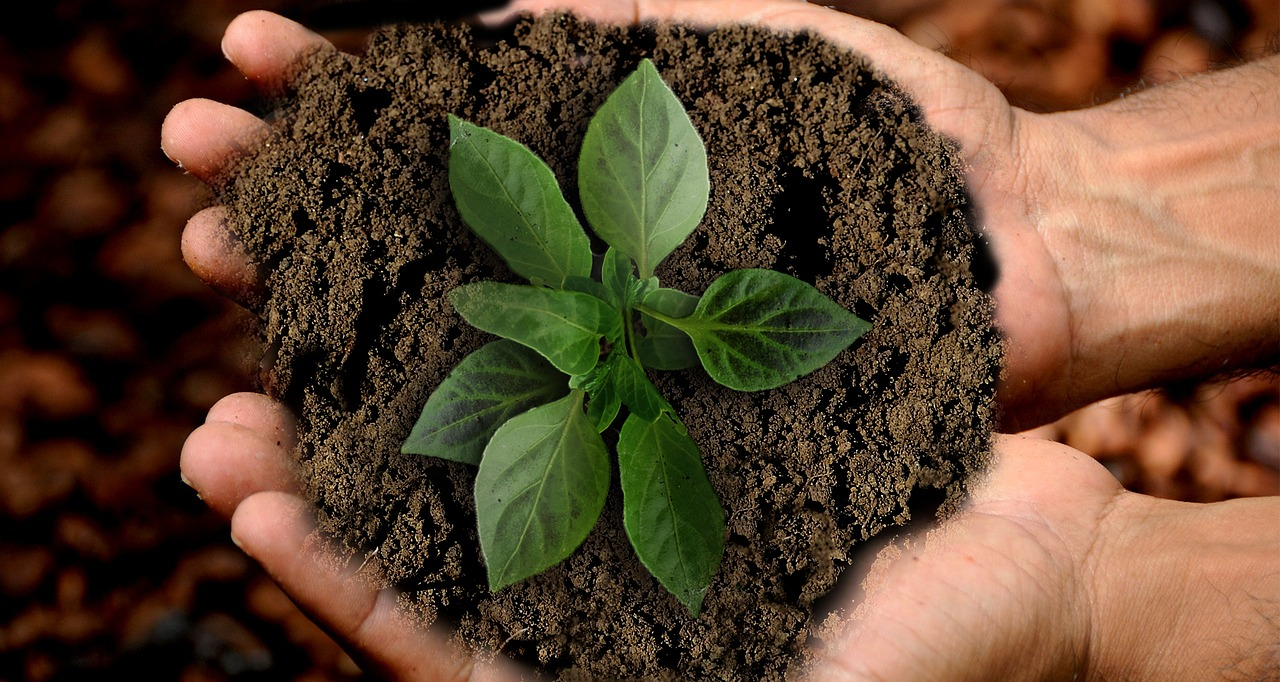

العناية بالزراعة هو استخدام علاجي للممارسات الزراعية. وتستخدم مزارع الرعاية المزرعة بالكامل أو جزءًا منها وتوفر خدمات الرعاية الصحية أو الاجتماعية أو التعليمية لفرد أو مجموعة من الفئات الضعيفة من السكان وتوفر برامج المراقبة والهيكلة للأنشطة المتعلقة بالزراعة.
فالغرض من العناية بالزراعة هو تعزيز الصحة العقلية والبدنية من خلال منح الناس الفرصة لقضاء وقت للعمل في الأرض. في حين يمكن أن توفر العناية بالمزارع برامج المراقبة والهيكلة للأنشطة المتعلقة بالزراعة، بما في ذلك تربية الحيوانات وإنتاج المحاصيل والخضروات وإدارة الغابات.
ففي مزرعة الرعاية، يعمل الفلاح والحيوانات والأرض معًا من أجل الالتئام المشترك، في محاولة لتخفيف آثار اضطراب العجز الطبيعي.

## معلومات تاريخية
أدت المواقف والتطورات المختلفة في الماضي إلى اكتشاف قيمة العناية بالزراعة و/أو المساهمة في كيفية ممارسة العناية بالزراعة اليوم.
- ضرورة تحقيق الاكتفاء الذاتي في حالة المنبوذين أو المستثنين اجتماعيًا (بما في ذلك مستشفيات الأمراض العقلية)
- الافتقار إلى مرافق الرعاية المهنية المناسبة في المناطق الريفية (البقاء في المزرعة)
- مجتمعات الحكمة الإنسانية وغيرها من المجتمعات المثالية والمكتفية ذاتيًا.

وفي الآونة الأخيرة، مُنحت تعددية الوظائف الزراعية زيادة في تطوير العناية بالزراعة. حيث يبحث المزارعون عن مصادر جديدة للدخل وتعزيز علاقتهم مع المجتمع وعملائهم المباشرين (رخصة للإنتاج).
ويقال أن بنجامين راش (في الترة من 1746 إلى 1813) كان أحد علماء الطب الأوائل الذين أشاروا إلى الآثار الإيجابية لممارسة البستنة على إسعاد المريض العقلي. ونشر راش، الموقع على إعلان الاستقلال وأستاذ النظرية الطبية في جامعة بنسلفانيا، 5 كتب في سلسلة من الاستفسارات والملاحظات الطبية، التي تتعلق آخرها بالأمراض العقلية (عام 1812). وذكرت ممارسة البستنة مرتين في هذا المجلد.
 لوحظ أن المجانين من الذكور في جميع المستشفيات، الذين يعملون في قطع الأخشاب وتصنيع الوقود والحفر في الحديقة، وأن الإناث اللاتي تعملن في الغسيل والكي وتنظيف الطوابق، غالبًا ما يتعافوا من مرضهم، في حين أن الأشخاص، الذين لا يقومون بهذه الخدمات، يقضون فترة طويلة من حياتهم داخل جدران المستشفى.

## أنواع المزارع
قد تدعم مزارع الرعاية عمليات الإنتاج الزراعي المختلفة والأنشطة المتعلقة بها. وتتراوح أنواع المزارع من مزارع الألبان إلى مزارع تربية الدواجن، ومن مزارع تربية الحيوانات لإنتاج اللحوم إلى مدارس تعليم الفروسية / ركوب الخيل، ومن البساتين والكرمة إلى حدائق السوق.
بل قد تكون مزارع الرعاية واسعة النطاق أو ضيقة النطاق، سواءً من حيث الإنتاج الزراعي إضافة إلى عدد عملاء خدمات الرعاية المقدمة. ومع ذلك وبصفة عامة، لا يوجد سوى عدد قليل من مزارعي الرعاية في المناطق الواسعة والكثيفة والزراعة الصناعية.
وهناك عدد كبير من مزارع الرعاية التي تركز على الزراعة العضوية. وربما يكون أحد الأسباب هو الحاجة إلى العمل اليدوي الشامل والاتصال المباشر مع النباتات أو حيوانات المزرعة في عمليات الزراعة العضوية. وقد يكون السبب الآخر هو التركيز على السوق المحلي؛ أي على العملاء المحيطين بالمزرعة والمهتمين بشراء الأغذية المحلية والمستدامة.
وعلى الرغم من أن المشاركة في الإنتاجية الزراعية للسوق (توفير المنتجات الزراعية للسوق) قد تساهم في عملية شفاء العميل و/أو الشعور بالسعادة (أي الشعور المفيد للمجتمع) ، فهناك مزارع رعاية حيث تكون الأنشطة الزراعية نافعة للعملية العلاجية. وبناءً على ما تركز عليه المزرعة، قد تعتمد الأنشطة التي تقدم في المزرعة على نوع العملاء الذين تستهدفهم المزرعة أو نوع العمليات الزراعية المتاحة في المزرعة.
في حين تعمل بعض مزارع الرعاية كـمحميات حيوانية تعمل على توفير ملجأ للحيوانات التي كانت تهان سابقًا.

## وصلات خارجية
- Agriculture & Care Federation (Netherlands)
- Care Farming Scotland (United Kingdom)
- Care Farming UK (United Kingdom)
- Green Care Plattform (Austria)
- Green Care – Plattform für Akteure und Nutzende im Bereich Umwelt und Gesundheit (Schweiz)
- Support office for Green Care (Flanders, Belgium)